# Nom
Nom (někdy též nomos, název odvozen od řeckého slova νομός – „kraj“) původně Thrácká kosmologie Nomos – Světový řád, je označení užívané v egyptologii pro administrativní jednotku ve starověkém Egyptě.
Pro správní účely byl starověký Egypt rozdělen právě na tyto nomy (v egyptštině byly nazývány sepat).
| N24 · X1 · Z1 |

| N24 · X1 · Z1 |

Rozdělení do nomů můžeme vysledovat zpět až do Předdynastické doby (před rokem 3100 př. n. l.), kdy byly nomy původně autonomní městské státy. V raných dějinách Egypta se jejich počet a hranice měnily, ale nakonec se tento správní systém ustálil a nomy pak již zůstaly stejné po více než dvě tisíciletí. Jak oblasti jednotlivých nomů, tak jejich pořadí číslování zůstaly pozoruhodně stabilní. V systému, který přetrval po většinu historie faraonského Egypta, byla země rozdělena do 42 nomů: Dolní Egypt zahrnoval 20 nomů, zatímco Horní Egypt byl rozdělen do 22.
Každý nom byl řízený nomarchou, oblastním správcem, který byl v čele krajského úřadu. Funkce nomarchy byla v prvopočátku centralizovaného Egypta funkcí přidělovanou panovníkem, nicméně jejich moc rostla až si vydobyli dědičnost svého úřadu. Nakonec získali takovou moc, že způsobili pád Staré říše a začátek Prvního přechodného období, v němž král neměl skoro žádnou moc a země byla de facto rozdrobena na malé autonomní státečky. I když si nomarchové zachovali dědičnost svého úřadu po obnovení centrální moci, faraon měl stále možnost současného nomarchu odvolat, či dokonce zbavit celou rodinu této výsady a jmenovat úplně nového nomarchu.

## Seznam nomů
Zde je seznam jednotlivých nomů, rozdělený zvlášť pro Dolní a zvlášť pro Horní království.

### Dolní království (tȝ mḥw)
| číslo | Standarta | egyptské jméno                    | hlavní město nomu                       | současný název města         | překlad názvu nomu                        |
| ----- | --------- | --------------------------------- | --------------------------------------- | ---------------------------- | ----------------------------------------- |
| 1     |           | Aneb-Hetdž (jnb ḥḏ)               | Ineb Hedj / Men-nefer / Menfe (Memphis) | Mit Rahina                   | kraj Bílé zdi                             |
| 2     |           | Chopeš (ḫpš) nebo Chensu          | Khem (Letopolis)                        | Ausim                        | kraj (Obětní) kýty                        |
| 3     |           | Ament (jmnt)                      | Imu (Apis)                              | Kom el-Hisn                  | kraj Západu                               |
| 4     |           | Nit-Res (njt-rsw) nebo Sapi-Res   | Ptkheka                                 | Tanta                        | kraj Jižního šípu                         |
| 5     |           | Nit-Meh (njt mḥtt) nebo Sapi-Meh  | Zau (Sais)                              | Sa el-Hagar                  | kraj Severního šípu                       |
| 6     |           | Chasuu (ḫȝsww) nebo Chaset        | Khasu (Xois)                            | Sakha                        | kraj Divokého (cizího) býka               |
| 7     |           | Hui-Ges-Imenti (ḥwj-gs-jmntj)     | (Hermopolis Parva, Metelis)             | Damanhur                     | kraj Západní harpuny                      |
| 8     |           | Hui-Ges-Abti (ḥwj-gs-jȝbtj)       | Tjeku / Per-Atum (Heroonpolis, Pithom)  | Tell al-Maskhuta             | kraj Východní hrapuny                     |
| 9     |           | Andžeti (ˁnḏtj) nebo Ati          | Djed (Busiris)                          | Abu Sir Bara                 | kraj Usíreva                              |
| 10    |           | Kem-Ur (km wr) nebo Ka-Kem        | Hut-hery-ib (Athribis)                  | Tell Atrib                   | kraj Černého býka                         |
| 11    |           | Hesebu (ḥsbw) nebo Ka-Heseb       | Taremu (Leontopolis)                    | Tell al-Urydam               | kraj (Obětního?) býka                     |
| 12    |           | Tšeb-Netšer (ṯb nṯr) nebo Tšeb-Ka | Tjebnutjer (Sebennytos)                 | Samanud                      | kraj Telete a krávy                       |
| 13    |           | Heqa-Ad (ḥqȝ-ˁḏ) nebo Heqa-At     | Iunu (Heliopolis)                       | Materiya (předměstí Káhiry)  | kraj Statného vládce                      |
| 14    |           | Chent-abti (ḫnt-jȝbtj)            | Tjaru (Sile, Tanis)                     | Tell Abu Sefa                | kraj Stojanu (?) nejvýchodnějšího východu |
| 15    |           | Džehuti (ḏḥwtj) nebo Tehut        | Ba'h / Weprehwy (Hermopolis Parva)      | Baqliya                      | kraj Ibise                                |
| 16    |           | Hat-Mehit (ḥȝt mḥjt) nebo Cha     | Djedet (Mendes)                         | Tell al-Rubˁ                 | kraj Delfína (?)                          |
| 17    |           | Behdet (bḥdt) nebo Semabehdet     | Semabehdet (Diospolis Inferior)         | Tell el-Balamun              | kraj Trůnu                                |
| 18    |           | Am(ty)-Chent (jmty-ḫntj           | Per-Bastet (Bubastis)                   | Tell Bastah (poblíž Zagazig) | Horní kraj Následníka trůnu               |
| 19    |           | Am(ty)-Pehu (jmty-pḥw)            | Dja'net (Tanis)                         | Nebesha nebo San el-Hagar    | Dolní kraj Následníka trůnu               |
| 20    |           | Sopdu (spḏw)                      | Per-Sopdu                               | Saft al-Henna                | kraj Východu                              |

### Horní království (tȝ šmˁ)
| číslo | Standarta | egyptské jméno                                | hlavní město nomu                     | současný název města  | překlad názvu nomu                |
| ----- | --------- | --------------------------------------------- | ------------------------------------- | --------------------- | --------------------------------- |
| 1     |           | Ta-Seti (tȝ-stj)                              | Abu / Yebu (Elephantina)              | Asuán                 | kraj (Nerostu) seti               |
| 2     |           | Wetšes-Hor (wṯs-ḥr)                           | Djeba (Apollonopolis Magna)           | Edfu                  | kraj Horova trůnu                 |
| 3     |           | Nechen (nḫn)                                  | Nekhen (Hierakonpolis)                | al-Kab                | kraj Svatyně                      |
| 4     |           | Waset (wȝst)                                  | Niwt-rst / Waset (Théby)              | Karnak                | kraj Žezla                        |
| 5     |           | Horui (ḥrwj) nebo Netšerui (nṯrwj)            | Gebtu (Coptos)                        | Qift                  | kraj Dvou sokolů                  |
| 6     |           | Misah (mzḥ) nebo Iqer                         | Iunet / Tantere (Tentyra)             | Dendera               | kraj Krokodýla                    |
| 7     |           | Bat (bȝt) nebo Sešeš                          | Seshesh (Diospolis Parva)             | Hu                    | kraj Sistra                       |
| 8     |           | Ta-ur (tȝ-wr)                                 | Cenej, Abdju (Abydos)                 | al-Birba              | kraj Velké země                   |
| 9     |           | Min (mnw)                                     | Apu / Khen-min (Panopolis)            | Akhmim                | kraj Boha Mina                    |
| 10    |           | Wadžet (wȝḏyt)                                | Djew-qa (Aphroditopolis)              | Ifteh                 | kraj Kobry                        |
| 11    |           | Ša (šȝ) nebo Seth (stẖ)                       | Shashotep (Hypselis)                  | Shutb                 | kraj Sutechova zvířete            |
| 12    |           | Džu-ft (ḏw-ft)                                | Hut-Sekhem-Senusret (Antaeopolis)     | Qaw al-Kebir          | kraj Zmijí hory                   |
| 13    |           | Nedžeftet-Chentet (nḏft ḫntt) nebo Atef-Chent | Zawty (z3wj-tj, Lycopolis)            | Asyut                 | Dolní kraj Zmijího stromu         |
| 14    |           | Nedžeftet-Pehtet (nḏft pḥtt) nebo Atef-Pehu   | Qesy (Cusae)                          | al-Qusiya             | Horní kraj Zmijího stromu         |
| 15    |           | Unet (wnt)                                    | Chemenu (Hermopolis Magna)            | al-Ashmunayn          | kraj Zajíce                       |
| 16    |           | Ma-Hedž (mȝ-ḥḏ)                               | Hebenu                                | Kom el Ahmar          | kraj Antilopy                     |
| 17    |           | Anpu (jnpwt)                                  | Saka (Cynopolis)                      | al-Kais               | kraj Boha Anupa                   |
| 18    |           | Dun-nu (dwn...) nebo Nemty (nmtj)             | Hutnesut (Alabastronopolis), Teudjoi  | el-Hiba               | kraj Sokola s rozepjatými křídly  |
| 19    |           | Uabui (wȝbwj)                                 | Per-Medjed (Oxyrhynchus)              | el-Bahnasa            | kraj Žezla                        |
| 20    |           | Naret-Chentet (nˁrt ḫntt) nebo Atef-Chent     | Henen-nesut (Herakleopolis Magna)     | Ihnasiyyah al-Madinah | Horní kraj Granátovníku (Vavřínu) |
| 21    |           | Naret-Pehtet (nˁrt pḥtt) nebo Atef-Pehu       | Shenakhen, Semenuhor (Crocodilopolis) | Fajjúm                | Dolní kraj Granátovníku (Vavřínu) |
| 22    |           | Mednit (mdnjt) nebo Maten                     | Tepihu (Aphroditopolis)               | Atfih                 | kraj Nože (Škrabadla)             |